# Eivind Eckbo
Eivind Eckbo (* 10. August 1927 in Oslo; † 7. Mai 2017) war ein norwegischer Politiker der Fortschrittspartei FrP (Fremskrittspartiet). Zwischen 1974 und 1975 war er kommissarischer Vorsitzender der Vorgängerpartei ALP (Anders Langes parti).

## Leben
Eckbo war nach einem Studium als Jurist tätig und ursprünglich Mitglied der Bauernpartei Bp (Bondepartiet). 1973 trat er der von Anders Lange gegründeten und nach diesem benannten ALP (Anders Langes parti til sterk nedsettelse av skatter, avgifter og offentlige inngrep), die sich für eine starke Rückführung von Steuern, Abgaben und staatlichen Regulierungen einsetzte und sich gegen den sozialdemokratischen Wohlfahrtsstaat, die keynesianische Wirtschaftspolitik und angeblich mangelnden Widerstand der konservativen Høyre gegen diese Politik wandte, bei. Nach dem Tode des Parteigründers und Vorsitzenden Anders Lange am 18. Oktober 1974 übernahm er kommissarisch das Amt des Parteivorsitzenden der ALP und bekleidete dieses bis zu seiner Ablösung durch Arve Lønnum 1975.
Nachdem die ALP 1977 in Fortschrittspartei FrP (Fremskrittspartiet) umbenannt wurde, engagierte sich Eckbo in dieser und war von 1985 bis 1989 erstmals stellvertretendes Mitglied des Parlaments (Storting), wo er Oslo vertrat. Im Anschluss wurde Eckbo 1990 Mitglied der dem Storting unterstellten Rechnungsprüfungskommission (Riksrevisjonen) und gehörte dieser zunächst bis 1994 an. Er fungierte zwischen 1993 und 1997 abermals für die FrP als stellvertretendes Storting-Mitglied für Oslo und daraufhin von 1998 bis 2002 erneut als Mitglied sowie zugleich als stellvertretender Vorsitzender der Riksrevisjonen.
Eckbo war mit der FrP-Politikerin Margaret Eckbo verheiratet, die unter anderem zwischen 2003 und 2006 Osloer Stadträtin für Wohlfahrt und soziale Dienste war.